# Ernest Wild

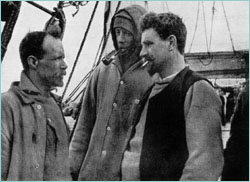
Ernest Wild (links) an Bord der Aurora im Jahr 1914

Henry Ernest Wild (* 1879 in Nettleton, Lincolnshire; † 10. März 1918 in Kalkara, Malta), bekannt als Ernest Wild, war ein britischer Seemann der Royal Navy und Antarktisforscher. Im Gegensatz zu seinem berühmteren älteren Bruder Frank, der fünf Mal in die Antarktis ging, machte Ernest Wild nur eine einzige Expedition mit, nämlich die Expedition Endurance 1914 bis 1917 als Mitglied der unterstützenden Ross Sea Party. In Anerkennung seiner Pflichttreue auf dieser Expedition wurde er posthum mit der Albert Medal für Lebensrettung ausgezeichnet.

## Frühes Leben
Ernest Wild war einer von acht Brüdern, von denen Frank der Älteste war. Die Familie kam aus Skelton, das in der Nähe von Marton liegt, dem Geburtsort von James Cook, mit dem die Familie angeblich verwandt war, da Wilds Mutter Mary eine geborene Cook war. Ernest folgte Frank 1894 in die Navy und blieb für zwanzig Jahre im Dienst, bevor er bei der Ross Sea Party anheuerte. Während er im Mittelmeer diente, nahm er 1908 an Rettungsoperationen teil, die einem Erdbeben in Messina, Sizilien folgten.

## Ross Sea Party, 1914–1917
Wild fuhr auf der Aurora und unter dem Kommando von Kapitän Aeneas Mackintosh in die Antarktis. Unter den Expeditionsmitgliedern war auch Ernest Joyce, ein alter Kamerad von Frank Wild und das einzige Mitglied der Mannschaft mit wirklicher Erfahrung mit Schlitten. Der Auftrag der Gruppe war es, auf dem Ross-Schelfeis Depots anzulegen, um die geplante Durchquerung des Kontinents der Hauptgruppe Shackletons von der Weddell-See aus zu unterstützen. Nachdem er an einer schlecht vorbereiteten ersten Depotanlagefahrt teilgenommen hatte, erlitt Wild schwere Erfrierungen, was in der Amputation von Teilen einer Zehe und der Spitze eines Ohres resultierte. Am 6. Mai 1915 wurde die Aurora, auf der sich noch immer der Großteil der Ausrüstung und Vorräte der Gruppe befanden, während eines Sturms aufs Meer hinausgetrieben und konnte nicht mehr zurückkehren. Wild und Ernest Joyce zeigten sich darauf erfindungsreich, als es darum ging, aus von Scotts Terra-Nova-Expedition zurückgelassenen Gütern Kleider und Ausrüstung zu fabrizieren sowie genügend Nahrung zu sammeln, um die Hauptfahrt zur Depotanlage von 1915/16 in Angriff zu nehmen. Auf dieser Fahrt arbeitete Wild gemeinsam mit Mackintosh und Arnold Spencer-Smith, dem Kaplan und Fotografen der Gruppe. Ernest Joyce, Richard W. Richards und Victor Hayward bildeten das andere Team. Spencer-Smith brach bald zusammen und musste per Schlitten weitergezogen werden, Mackintosh war schwach und konnte nicht anpacken und die ganze Gruppe, darunter auch Wild, wurde von Skorbut befallen. Irgendwie schafften es die angeschlagenen Männer, ihre Pflichten bei der Depotanlage zu erfüllen, und kämpften sich in schrecklichstem Wetter zurück zu ihrer Basis; Wild pflegte Spencer-Smith, der hilflos war und schließlich starb, bevor man die Sicherheit eines Zwischenlagers am Hut Point erreichte. Hier erholten sich die schwachen Mackintosh und Hayward wieder, starben allerdings später, als sie es riskierten, zu früh über das Packeis zu gehen. Wild und die anderen Überlebenden wurden im Januar 1917 gerettet.

## Späteres Leben
1917 kehrte Wild zurück in die Marine, wo er zunächst auf der HMS Pembroke diente und später auf die HMS Biarritz wechselte. Er starb am 10. März 1918 im Navy-Krankenhaus auf Malta, nachdem er sich Typhus zugezogen hatte. 1923 wurde er posthum mit der Albert Medal für seine Anstrengungen ausgezeichnet, die Leben von Mackintosh und Spencer-Smith zu retten. Er publizierte keine Tagebücher oder anderen Aufzeichnungen von seinen Antarktiserfahrungen.